# Bio Suisse
Der Dachverband Bio Suisse ist ein Zusammenschluss von Organisationen der biologischen Landwirtschaft in der Schweiz. Mitglieder sind einerseits 7362 Bio-Betriebe  aus der Schweiz und dem Fürstentum Liechtenstein, die in 22 regionalen Mitgliedorganisationen organisiert sind. Dazu kommen elf weitere Organisationen, darunter die fünf Gründungsorganisationen der Vorgängerorganisation. Einige der rund 1350 Verarbeitungs- und Handelsbetriebe, die mit Bio Suisse einen Lizenzvertrag abgeschlossen haben, gründeten 2021 die Mitgliedorganisation Lizenznehmende Bio Suisse (MO Liz). Seither besteht die Delegiertenversammlung, das oberste Organ von Bio Suisse, aus 102 Delegierten der nun 33 Mitgliedorganisationen.
Der Verband bezweckt die Förderung des biologischen Landbaus als umwelt-, tier- und menschengerechte Anbauweise. Die Vereinigung fördert Angebot und Nachfrage nach Produkten, insbesondere aus Schweizer Produktion. Zu den wichtigsten Aufgaben der Geschäftsstelle gehören die Weiterentwicklung der Richtlinien, die Förderung der Markttransparenz und -entwicklung, übergeordnete Aufgaben in der Qualitätssicherung, die Prüfung von Lizenzgesuchen sowie die Beratung der lizenzierten Verarbeiter und Händler. Zudem vertritt sie die Interessen ihrer Mitglieder am Markt, in der Politik und in der Öffentlichkeit.
Die Geschäftsstelle mit rund 90 Mitarbeitenden befindet sich in Basel. Mit der Antenne Romande betreibt Bio Suisse in Lausanne eine Aussenstelle.

## Geschichte
Am 1. September 1981 wurde die Vereinigung schweizerischer biologischer Landbauorganisationen (VSBLO) von der Biofarm Genossenschaft, dem Verein für biologisch-dynamische Landwirtschaft (Demeter Schweiz), der Schweizerischen Gesellschaft für biologischen Landbau SGBL (gegründet 1951 als Gesellschaft Biologischer Landbau GBL, welche wiederum von der 1947 auf dem Hof von Mina Hofstetter gegründeten Genossenschaft Biologischer Landbau GBL (heute: Bioterra) gegründet wurde), der Coopérative Progana sowie dem Forschungsinstitut für biologischen Landbau (FiBL) gegründet. Anfangs war der Sitz in Oberwil (BL). 1989 ist die Anbau- und Verwertungsgenossenschaft Galmiz dem VSBLO beigetreten.
Als 1992 der biologische Landbau staatlich anerkannt wurde, sind die ersten Bio Suisse-Verarbeitungsrichtlinien erschienen. Nachdem Coop 1993 in Zusammenarbeit mit Bio Suisse (damals VSBLO) die Bio-Marke Naturaplan lancierte, überstieg die Nachfrage das Angebot an biologisch erzeugten Rohstoffen. Daraufhin startete Coop eine Kampagne um mehr Bauern für den Biolandbau zu gewinnen, worauf sich über 3000 Bauern meldeten.
Im September 1993 anerkannte der VSBLO die Produzenten-Konsumenten-Organisation Oberwallis (PKGO) als Vollmitglied.
1997 ist die Umbenennung der Vereinigung in Bio Suisse erfolgt. Im gleichen Jahr hat Bio Suisse die bio.inspecta AG gegründet, an welche 1998 die Zertifizierung von Knospe-Landwirtschaftsbetrieben ausgelagert wurde. Fortan wurde die Knospe auch für verarbeitete Produkte vergeben. Seit 2002 ist auch das Bioforum Schweiz eine Mitgliedorganisation von Bio Suisse.
2015 ist das Nationale Bioforschungsforum (NBFF) von Agroscope, dem FiBL und Bio Suisse gegründet worden.
Bio Suisse ist u. a. Mitglied beim Schweizer Bauernverband, der Agrarallianz, der Schweizer Allianz Gentechfrei (SAG), der Agrarstandort Schweiz (IGAS) von Uniterre und beim Verein SwissGAP, welcher den GLOBALG.A.P.-Standard in der Schweiz umsetzt. Bio Suisse ist Mitglied der Internationalen Vereinigung der ökologischen Landbaubewegungen (IFOAM Organics Europa und IFOAM Organics International).

## Entwicklung der zertifizierten Landwirtschaftsbetriebe
| Jahr | Anzahl |
| ---- | ------ |
| 2023 | 7362   |
| 2022 | 7341   |
| 2021 | 7216   |
| 2020 | 7122   |
| 2019 | 6962   |
| 2018 | 6719   |
| 2017 | 6423   |
| 2016 | 6144   |
| 2015 | 6031   |
| 2014 | 5979   |
| 2013 | 5884   |
| 2012 | 5731   |
| 2011 | 5618   |
| 2010 | 5521   |
| 2009 | 5537   |
| 2008 | 5625   |
| 2007 | 5689   |
| 2006 | 5908   |
| 2005 | 6152   |
| 2004 | 6320   |
| 2003 | 6281   |
| 2002 | 6123   |
| 2001 | 5576   |
| 2000 | 5162   |
| 1999 | 5051   |
| 1998 | 4710   |
| 1997 | 4335   |

Datengrundlage: Jahresberichte von Bio Suisse

## Leitung
Erster Präsident von Bio Suisse und bis 1993 im Amt, war Werner Scheidegger, Mitgründer und langjähriger Präsident sowie Geschäftsführer der 1972 gegründeten Biofarm Genossenschaft. Ihm folgte Ernst Frischknecht, welcher 2001 von Regina Fuhrer abgelöst wurde. Urs Brändli ist seit 2011 Präsident von Bio Suisse und wurde zuletzt im April 2024 für weitere vier Jahre bestätigt.
Dem heutigen Geschäftsführer Balz Strasser (seit März 2025 in Co-Leitung mit Rolf Bernhard) sind Daniel Bärtschi, Stefan Flückiger, Markus Arbenz, Stefan Odermatt, Christof Dietler, Karin Hiltwein Agnetti und Rainer Bächi vorausgegangen. Flückiger war ab Mitte August 2009 im Amt bevor das Arbeitsverhältnis aufgrund unterschiedlicher Auffassungen über die strategische Ausrichtung und deren Umsetzung auf Mitte Mai 2010 in gegenseitigem Einvernehmen aufgelöst wurde. Bis zu Bärtschis Amtsantritt Anfang 2011 übernahm Doris Schwarzenbach die Leitung ad interim.
Martin Bossard war von 2009 bis 2024 Leiter Politik und für das Lobbying zuständig. Die Zutrittsberechtigung für das Parlamentsgebäude erhielt er von Maya Graf. Im Herbst 2024 übernahmen Barbara Küttel und Laura Spring das Ressort «Politik» in Co-Leitung.

## Gütesiegel

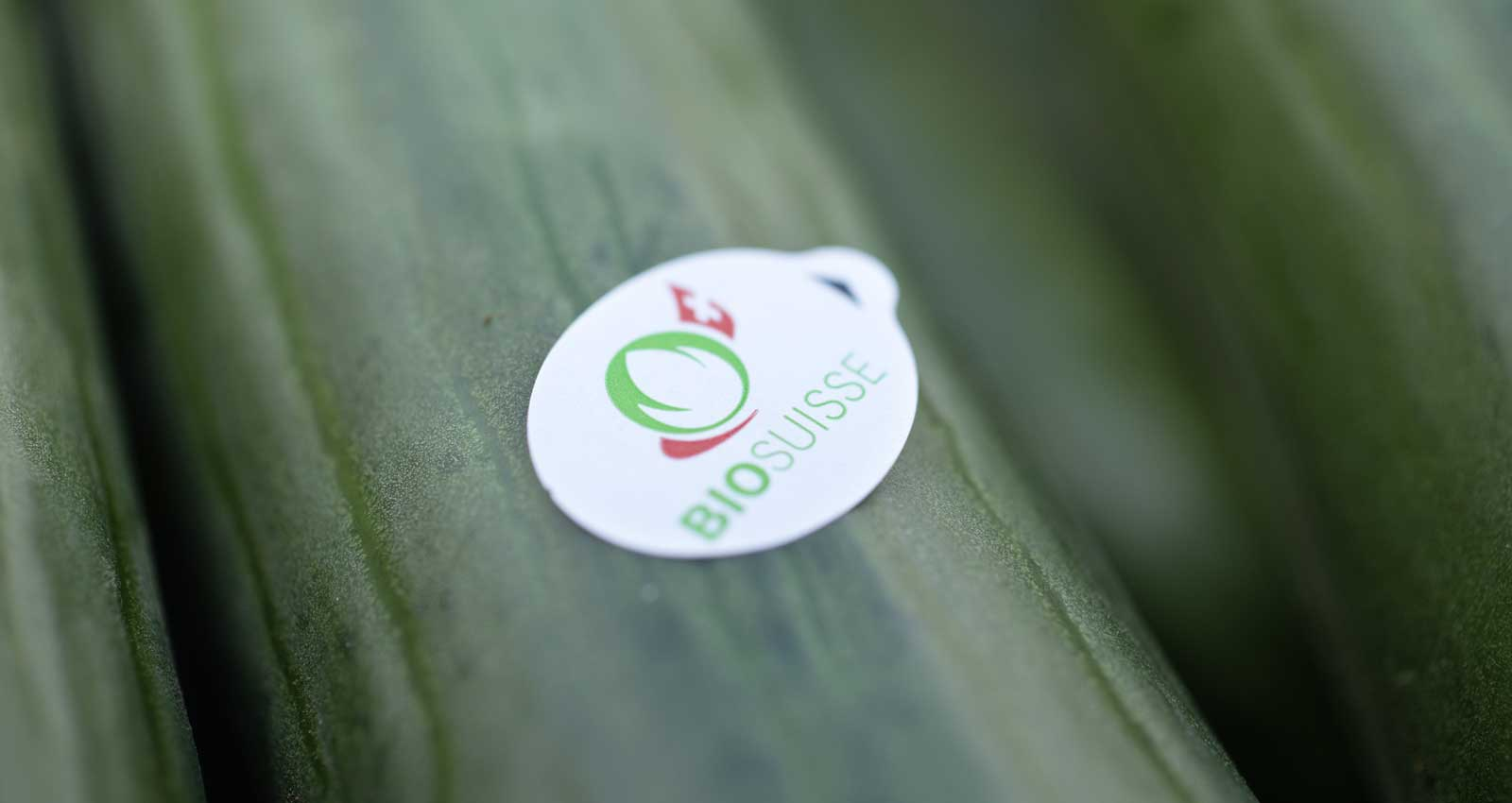
Gurke mit Knospe-Logo von Bio Suisse

Bio Suisse ist Eigentümerin der eingetragenen Marke „Knospe“ (frz. „Bourgeon“, ital. „Gemma“, engl. „Bud“). Die Produkte der von Bio Suisse zertifizierten schweizerischen Produzenten können mit dem Gütesiegel Bio Suisse Knospe ausgezeichnet werden. Das Gütesiegel (in der Schweiz Label genannt) geniesst in der Schweiz eine hohe Glaubwürdigkeit. Rund 60 bis 70 % der Knospe-Produkte stammen aus Schweizer Produktion und werden in der Schweiz verarbeitet. Ausländische Produkte, die dieselben Kriterien erfüllen, werden mit Bio Knospe  ausgezeichnet.
Verarbeitungs- und Handelsbetriebe, die mit der Bio Suisse einen Lizenzvertrag abgeschlossen haben dürfen unter Einhaltung der Richtlinien die Marke Knospe nutzen.
Im Jahr 2017 wurde die Stadtgärtnerei Basel Bio-Suisse-zertifiziert, womit Basel die erste Stadt ist, welche mit diesem Label ausgezeichnet wurde, gefolgt von Luzern im Jahr 2021. Als erste Gemeinde wurde 2019 Lancy mit der Knospe ausgezeichnet. Daneben gibt es mit Stand 2020 schweizweit 12 Restaurants, welche mit der Knospe ausgezeichnet wurden.
Im Jahr 2023 hat Bio Suisse das Label "Bio Cuisine" eingeführt. Es steht für mehr Nachhaltigkeit in der Gastronomie. "Bio Cuisine" kennzeichnet Restaurants und Betriebe mit einem relevanten Anteil an Knospe-Produkten.
Zur Bewerbung von Schweizer Biomilch wird den Bio-Bauern von den Schweizer Milchproduzenten einen Betrag pro Kilogramm vermarkteter Milch in Rechnung gestellt, welcher über die Biomilch-Organisationen einkassiert wird. Anschließend wird der entsprechende Betrag an Bio Suisse ausbezahlt, welche die Mittel zweckgebunden für die Vermarktung von Biomilch einsetzt.

### Bewertung
Das Label erzielte im Label Ranking 2015 der Stiftung Pusch, des WWF Schweiz, der Helvetas und der Stiftung für Konsumentenschutz SKS «in allen Bewertungsbereichen und Produktsortimenten überdurchschnittliche Resultate, weil es sowohl in den Bewertungskriterien der Umweltbereiche Wasser, Boden, Biodiversität und Klima als auch in den Bereichen Tierwohl und Soziales hohe bis sehr hohe Anforderungen stellt.»
| Bewertung Knospe Bio / Knospe Bio Suisse – 161 Punkte, Ausgezeichnet |
|                                                                      |

## Richtlinien
Die vereinseigenen Richtlinien sind strenger als die vom Schweizer Gesetzgeber in der Bio-Verordnung vorgeschriebenen Mindestanforderungen für den biologischen Landbau. Bio Suisse hat auch umfangreiche Richtlinien zu Verarbeitung und Handel. Produkten, die dem Image der Knospe abträglich sind, kann die Zulassung verweigert werden.
Grundsätzlich tragen nur Produkte, deren Rohstoffe zu mindestens 90 Prozent aus der Schweiz stammen, die Bio-Knospe mit dem Vermerk Bio Suisse. Produkte, die mehr als 10 Prozent im Ausland produzierte Rohstoffe enthalten, tragen die Knospe mit dem Vermerk Bio. Auch für im Ausland produzierte Waren müssen die Bio-Suisse-Richtlinien erfüllt sein. Allerdings kann von der 90-Prozent-Regel abgewichen werden, wenn Bio Suisse eine Sonderbewilligung erteilt. Wie bei Swissness darf dann bis zu 20 Prozent Import-Anteil enthalten sein.
Importe sind eingeschränkt auf Produkte, die in der Schweiz nicht wachsen oder nicht in genügender Menge verfügbar sind. Aus Übersee dürfen nur Frischprodukte importiert werden, wenn sie in Europa nicht wachsen oder saisonal nicht verfügbar sind. Flugtransport sei zwar generell verboten; Dennoch werden gewisse Produkte per Flugzeug hin und her geschickt, bevor sie mit dem Bio Suisse-Label in den Verkauf gelangen.
Importeure von Bioprodukten zur Vermarktung mit der Knospe benötigen einen Lizenzvertrag mit Bio Suisse mit Importbewilligung für die entsprechenden Produkte sowie Bio Suisse zertifizierte Lieferanten (über alle Handelsstufen vom Anbau bis zum Export). Zudem müssen die Vorgaben der Schweizer Bio-Verordnung in jedem Fall erfüllt sein. Die Zertifizierung der ausländischen Betriebe erfolgt durch die International Certification Bio Suisse (ICB AG, Tochterfirma der Bio Suisse) oder die Easy-Cert Group AG.
Übersicht der Kriterien
- Ganzheitlichkeit – Bio für den gesamten Betrieb und für die ganze Produkteverarbeitung
- Biodiversität – vielfältige Lebensräume für Pflanzen und Tiere
- Tierwohl – artgerechtes Futter (u. a. bei Wiederkäuern max. 5 Prozent Kraftfutter;[38] mit Ausnahme von Mühlennebenprodukten wie z. B. Ölschrot), tiergerechter Stall (bei Kühen sind Anbindeställe erlaubt), viel Auslauf und Weide. Die Enthornung von Nutztieren ist unter Auflagen erlaubt.[39] Das töten von Eintagsküken wird ab 2026 verboten.[40][41]
- Ressourcenschutz – Verzicht auf chemisch-synthetische Pestizide und Kunstdünger. Schutz von Boden, Wasser, Luft und Klima (Hofdünger darf unter Umständen zu 50 Prozent von nicht biologischen Betrieben stammen[42]:S. 101; In Anzuchtsubstraten ist ein Anteil von bis zu 70 Prozent Torf erlaubt (inkl. Erdpresstopf, Speedys), bei Topfkräutern bis zu 50 Prozent (ab 2025 30 Prozent),[42]:S. 80 Versuche des BAFU ergaben, dass Erdpresstöpfe auch mit nur 40 Prozent Torfanteil gepresst werden können und Topfkräuter sogar torffrei.[43])
- Geschmack – schonende Verarbeitung (UHT-Milch wurde erst 2002 zugelassen,[44] die Doppel-Bactofugation folgte 2005/06[45][46]), frei von Aroma und Farbstoffen, authentische Produkte
- Vertrauen – strikte Kontrollen, Verzicht auf Gentechnik (vgl. Abschnitt Gentechnik), strenge Vorschriften für Importe
- Fairness – Richtlinien für soziale Anforderungen und faire Handelsbeziehungen

Um die Emissionen von Mikroplastik nicht weiter zu Befördern, wollte Bio Suisse zuerst ab 2018, dann ab 2019 und schliesslich ab 2020 keine Gärreste mehr aus Biogasanlagen in denen auch in Kunststoff verpacktes Material vergärt wird auf seinen Feldern verteilen. Seit 2021 gilt nun, dass nur noch Gärreste genutzt werden dürfen, bei welchem der Anteil an Kunststoffen 0,1 Prozent nicht überschreitet; 0,05 Prozent ab 2024 (gemessen in der Trockensubstanz).:S. 101 Der Wert von 0,1 Prozent deckt sich indes ohnehin mit den gesetzlichen Vorgaben der Chemikalien-Risikoreduktions-Verordnung. Im Oktober 2021 wurde bekannt, dass Bio Suisse bei internationalen Tätigkeiten künftig enger mit Naturland, in Form einer Kooperation, zusammenarbeiten wird.

## Markenvergabepolitik
Kassensturz berichtete 2010, dass «Bio Suisse [2009] entschieden hat, dass Discounter ihre Bio-Produkte nicht mit der Knospe auszeichnen dürfen.» Ein direkter Preisvergleich in Bio-Betrieben hergestellten Produkte sei durch diese Labelvergabepolitik und die Eigenlabel der Discounter erschwert.
Die Markenvergabepolitik im Jahr 2022 stellt sich folgendermassen dar:
Bio Suisse ist offen für die Zusammenarbeit mit allen Handelspartnern. Die Voraussetzung zur Verwendung der Knospe ist ein nachhaltiges Engagement in der biologischen Landwirtschaft. Dazu gehört, dass die Handelspartner Grundsätze, Ziele und Werte von Bio Suisse verfolgen, z. B.:
- Repräsentatives, ganzjähriges Angebot von Schweizer Knospe-Produzenten
- Klare, offene und unmissverständliche Produktpräsentation und Kommunikation
- Langfristige und nicht von kurzfristigen Opportunitäten bestimmte Zusammenarbeit und Sortimentspolitik
- Einsatz für faire wirtschaftliche und soziale Rahmenbedingungen entlang der ganzen Wertschöpfungskette
- Nachhaltige Entwicklung, Erstellung eines Nachhaltigkeitsberichts oder Ausfüllen des Bio Suisse Nachhaltigkeitschecks

2019 wurde diesbezüglich ein Drei-Stufen-Modell für den Detailhandel beschlossen.
Mit der Knospe gekennzeichnete, verpackte Produkte können in jedem Laden verkauft werden.
Als Folge dieser Markenvergabepolitik lancierte Aldi Suisse im Jahr 2022 ein eigenes Bio-Label, welches über die Anforderungen von Bio Suisse hinausgeht. Im selben Jahr trat Migros Bio Suisse bei. Migros will noch 2022 mit dem Verkauf von Knospe-Produkten beginnen. Coop war zuletzt (2021) nach wie vor Marktführerin im Schweizer Bio-Markt. Im Oktober 2022 hat Denner Knospe-Milch von Emmi ins Sortiment aufgenommen.

## Zertifizierung und Kontrolle
Über die Einhaltung der Bio Suisse-Richtlinien auf Betrieben in der Schweiz wachen als Kontrollinstitutionen die Firmen bio.inspecta AG und Bio Test Agro AG.
Bio.inspecta war früher mehrheitlich im Besitz von Bio Suisse. Dies hat zu Kritik geführt, nachdem sich die zweite Kontrollstelle im Bereich Landwirtschaft aus der Zertifizierung von Bio-Suisse-Produkten zurückziehen wollte, den Entscheid später aber revidierte. Bio.inspecta befindet sich im Besitz von verschiedenen Organisationen und Einzelunternehmen aus der Biobranche – 2017 waren es:
- 12,89 % – Schweizerische Stiftung zur Förderung des biologischen Landbaus
- 10,31 % – Forschungsinstitut für biologischen Landbau (FiBL)
- 5,00 % – Austria Bio Garantie (ABG)
- 5,00 % – SQS Schweizerische Vereinigung für Qualitäts- und Management-Systeme
- 2,58 % – Demeter Schweiz

im Weiteren insgesamt:
- 64,21 % – Produzenten/-innen, Lizenznehmer/-innen der beiden Bio-Labels Knospe und Demeter sowie Konsumenten/-innen, Mitarbeiter/-innen, Umwelt- und Bio-Organisationen.[61]

Im Kontrollverfahren werden Produktion, Verarbeitungsverfahren, Rezepturen, Transport und Lagerung der Waren geprüft.
Betriebe ausländischer Zulieferer werden auf Wunsch eines Lizenznehmers überprüft, wenn er die Produkte im Inland nicht oder nicht in genügender Menge findet. Diese Betriebe haben die Bio Suisse Organic-Richtlinien einzuhalten, welche gleichwertig mit den Bio Suisse Richtlinien für die Schweiz sind; ergänzt um einige Anforderungen wie zum Beispiel eine nachhaltige Wassernutzung in Gebieten mit knappen Wasserressourcen. Die jährlichen Kontrollen der Betriebe erfolgen durch akkreditierte Kontrollstellen vor Ort. Anhand dieser Kontrollberichte beurteilen die International Certification Bio Suisse (ICB AG) und bio.inspecta die Konformität der Prozesse und Praktiken der Betriebe mit den Anforderungen von Bio Suisse und erteilen bei Erfüllung ein Bio Suisse Organic-Zertifikat. Dieses ist die wichtigste Voraussetzung für den Import von Bio-Produkten in die Schweiz zwecks Verkauf mit dem «Knospe»-Label. In der Ukraine z. B. gibt es 39 Bio Suisse Organic-Betriebe (Stand: März 2022).
Am 7. Juni 2019 haben sich Austria Bio Garantie (ABG) und die bio.inspecta AG zur Dachorganisation Easy-Cert Group AG zusammengeschlossen.

## Positionen

### Gentechnik

#### Generell
Am 18. April 2023 haben die Delegierten von Bio Suisse an ihrer Versammlung Nein zum Einsatz von Gentechnik gestimmt. Zumindest sollen auch die neuen Gentechniken im Rahmen des Gentechnik-Gesetzes behandelt werden. Die Delegierten haben ausserdem die Verlängerung des Gentech-Moratoriums über 2025 hinaus gefordert.

#### Pflanzenzucht
Die Bio Suisse Delegierten haben 2013 beschlossen für Bio-Pflanzen grundsätzlich nur noch naturnahe Zuchtmethoden zu erlauben. Sorten die auf CMS-Technik basieren sind nicht naturnah und sollen langfristig bei Bio Suisse nicht mehr zugelassen werden. Bei Bio Suisse sind CMS-Sorten seit Anfang 2019, mit Ausnahme von Blumenkohl (inkl. Romanesco, farbige Blumenkohltypen), Brokkoli, Weißkohl, Wirsing und Chicorée, nicht mehr zugelassen.

#### Tierzucht
Gemäss den Richtlinien von Bio Suisse sollte Gentechnik eigentlich auch in der Tierzucht ausgeschlossen sein. Trotzdem wurde 2018 in der Geflügelproduktion, zur Bekämpfung der Gumboro-Krankheit, praktisch flächendeckend auf einen Gentech-Impfstoff gesetzt. Aufgrund von hohen Verlusten sah sich der Bio Suisse-Vorstand gezwungen diese Massnahme vorübergehend zuzulassen. Derweil werde nach einer Alternative gesucht. Im November 2019 haben die Delegierten beschlossen, die Zulassung für den Gentech-Impfstoff Vaxxitek nicht zu verlängern und somit die Zulassung Ende 2019 auslaufen zu lassen.

### Pflanzenschutz
Um den Kartoffelkäfer zu bekämpfen, wurde 2018 die Anwendung von Spinosad und Neem, zwei im biologischen Pflanzenschutz zugelassene Pflanzenschutzmittel, während drei Monaten auch für Kartoffeln zugelassen. Der Grund war eine starke Vermehrung des Kartoffelkäfers und eine mangelnde Verfügbarkeit des üblichen dagegen eingesetzten Mittels. Da Spinosad potentiell Bienen gefährdet, müssen sich die Bauern an die Auflage halten, dieses nur frühmorgens oder abends anzuwenden. 2023 wurde die Anwendung von Spinosad für weitere Kulturpflanzen und gegen andere Schädlinge zugelassen. Bei Demeter Schweiz hingegen wurde Spinosad per Anfang 2022 ganz verboten.

### Importe aus Übersee
Für Futtermittel gilt per 1. April 2022 eine Sonderbewilligung für den Import. Demnach dürfen Futtermittel für Nichtwiederkäuer auch aus Übersee importiert werden. Teilweise entfällt die Knospe-Pflicht, um auch Futter, welches nach der weniger strengen EU-Bio-Verordnung produziert wurde, importieren und verfüttern zu dürfen. Die Sonderbewilligung wurde gesprochen, weil wegen des Russischen Überfalls auf die Ukraine das europäische Futter knapp geworden ist. Neben der Schweinefleischproduktion ist auch die Geflügelproduktion davon betroffen. Bio Suisse ruft dazu auf, den Fleischkonsum einzuschränken und Lebensmittelabfälle zu verhindern.
Um Bio-Wein aus Argentinien mit der Knospe zu kennzeichnen, hatte Bio Suisse im August 2017 eine Lizenz an Coop vergeben. Dieses Vorgehen steht nicht im Gegensatz zu den eigenen Grundprinzipien, denn Importe sind unter bestimmten Bedingungen möglich (siehe #Richtlinien). Bio Genève war damit nicht einverstanden und stellte an der Delegiertenversammlung am 18. April 2018 einen Antrag für eine Richtlinienänderung zu Importen aus Übersee. Die Bewilligung für Importe von Wein aus Übersee war inzwischen vom Vorstand der Bio Suisse sistiert worden. Zudem beantragte der Vorstand eine breite Diskussion der erarbeiteten Import-Strategie an der Präsidentenkonferenz im Sommer 2018 und eine Verschiebung der Abstimmung über die Import-Richtlinien. Diesem Antrag stimmte die Delegiertenversammlung am 18. April 2018 zu.
Bei den Schweizer Geranien werden die Flugtransporte von konventionellen Stecklingen aus Afrika kritisiert. Auch die Zertifizierung von Palmölplantagen, welche auf gerodeten Urwaldflächen angelegt wurden, sorgte bereits für Kritik.

### Für Biolandbau aber gegen Trinkwasserinitiative
Der Vorstand von Bio Suisse setzte sich bei der Eidgenössischen Volksinitiative «Für sauberes Trinkwasser und gesunde Nahrung – Keine Subventionen für den Pestizid- und den prophylaktischen Antibiotika-Einsatz» für eine Nein-Parole ein, da bei Annahme der Initiative zu viel Bio-Landwirtschaft und damit ein Preiszerfall drohe. Das Konsumentenmagazin K-Tipp schreibt dazu: Im Klartext heisst das: Wenn alle Bauern biologisch wirtschaften, wäre die hohe Marge auf Bio-Lebensmittel nicht mehr zu rechtfertigen. Inzwischen wurde unter anderem die Bio-Suisse-Webseite mit dem Titel «Mehr Bio – weniger Pestizide» gelöscht, ist aber noch mit der Wayback Machine abrufbar. Laut K-Tipp räumte der Grossverteiler Coop ein, mit Bio-Suisse über die Trinkwasser-Initiative gesprochen zu haben. Bio-Suisse Präsident Urs Bändli dagegen erklärte: Ich habe dazu von Coop noch nie etwas gehört. Die Delegiertenversammlung bestätigte die Nein-Parole. Indes stellte sich auch die Interessengemeinschaft Bio Schweiz (IG Bio), mit zahlreichen Vertreten aus der Bio-Branche (darunter auch Unternehmen von Coop, aber auch von der Migros), gegen die Initiative. Dagegen hatte sich Bio-Suisse für die Eidgenössische Volksinitiative «Für eine Schweiz ohne synthetische Pestizide» ausgesprochen. Bei den Volksabstimmungen vom 13. Juni 2021 wurden dann beide Initiativen mit rund 60 Prozent Nein-Stimmen abgelehnt. Auch bei der am 22. September 2024 zur Abstimmung kommenden Biodiversitätsinitiative hat der Vorstand die Ja-Parole beschlossen, will aber zurückhaltend kommunizieren.